# Playoffs NBB 2013
Os Playoffs NBB 2013 são parte do Novo Basquete Brasil de 2012-13, começaram no dia 16 de Abril de 2013 e definiram o campeão da temporada do NBB.
O Flamengo chegou aos playoffs com o melhor recorde da temporada regular, com o recorde de vitórias da história do NBB (30 vitórias) e também a maior porcentagem de vitórias de um time (88,2%) desde o NBB 2009 (onde o próprio Flamengo conseguiu 92,9%), o Flamengo também bateu o recorde de vitórias consecutivas na temporada regular com 20.
O Basquete Cearense chegou pela primeira vez ao Playoffs nesta temporada, sendo ela a primeira da franquia.
No dia 19 de abril de 2013, em um jogo entre Minas e São José, o jogador Betinho do time do Minas, bateu o recorde de roubos de bola dos Playoffs, com 8 roubos.
Os times de Unitri/Uberlândia e Bauru chegaram às semifinais dos playoffs do NBB pela primeira vez em sua história, como os times se enfrentaram nas semi-finais, um deles acabaria por fazer sua primeira Final, feito realizado pelo Uberlândia, quando perdeu o título para o Flamengo.

## Formato
Os 12 primeiros colocados da temporada regular do NBB 2012-13 são classificados aos playoffs, sendo que os 4 primeiros se classificam diretamente para a Fase Final e os outros 8 times se enfrentam na Fase Classificatória.

### Critérios de desempate
Os critérios de desempate para determinar a posição dos times são:
1. Confrontos diretos
2. Diferença de pontos nos confrontos diretos
3. Pontos totais nos confrontos diretos

## Chave
|  | Quartas-de-final | Quartas-de-final  | Quartas-de-final | Quartas-de-final  | Quartas-de-final | Quartas-de-final | Quartas-de-final | Quartas-de-final |   |                | Semifinais        | Semifinais | Semifinais | Semifinais | Semifinais | Semifinais | Semifinais | Semifinais |  |  | Final | Final    | Final |  |  |  |  |  |
|  |                  |                   |                  |                   |                  |                  |                  |                  |   |                |                   |            |            |            |            |            |            |            |  |  |       |          |       |  |  |  |  |  |
|  | 1                | Flamengo          | 100              | 80                | 84               | –                | –                | 3                |   |                |                   |            |            |            |            |            |            |            |  |  |       |          |       |  |  |  |  |  |
|  | 9                | Paulistano        | 91               | 76                | 64               | –                | –                | 0                |   |                |                   |            |            |            |            |            |            |            |  |  |       |          |       |  |  |  |  |  |
|  | 9                | Paulistano        | 91               | 76                | 64               | –                | –                | 0                |   | 1              | Flamengo          | 72         | 100        | 106        | 88         | 88         | 3          |            |  |  |       |          |       |  |  |  |  |  |
|  |                  |                   |                  |                   |                  |                  |                  |                  |   | 1              | Flamengo          | 72         | 100        | 106        | 88         | 88         | 3          |            |  |  |       |          |       |  |  |  |  |  |
|  |                  | 7                 | São José         | 80                | 84               | 86               | 96               | 76               | 2 |                |                   |            |            |            |            |            |            |            |  |  |       |          |       |  |  |  |  |  |
|  | 2                | 7                 | São José         | 80                | 84               | 86               | 96               | 76               | 2 | Lobos Brasília | 76                | 100        | 91         | 70         | 81         | 2          |            |            |  |  |       |          |       |  |  |  |  |  |
|  | 2                |                   |                  |                   |                  |                  |                  |                  |   | Lobos Brasília | 76                | 100        | 91         | 70         | 81         | 2          |            |            |  |  |       |          |       |  |  |  |  |  |
|  | 7                | São José          | 90               | 79                | 76               | 84               | 98               | 3                |   |                |                   |            |            |            |            |            |            |            |  |  |       |          |       |  |  |  |  |  |
|  |                  |                   |                  |                   |                  |                  |                  |                  |   |                |                   |            |            |            |            |            |            |            |  |  | 1     | Flamengo | 77    |  |  |  |  |  |
|  |                  |                   | 3                | Unitri/Uberlândia | 70               |                  |                  |                  |   |                |                   |            |            |            |            |            |            |            |  |  |       |          |       |  |  |  |  |  |
|  | 3                | Unitri/Uberlândia | 86               | 97                | 70               | 89               | 92               | 3                |   |                |                   |            |            |            |            |            |            |            |  |  |       |          |       |  |  |  |  |  |
|  | 6                | Pinheiros         | 67               | 103               | 91               | 76               | 85               | 2                |   |                |                   |            |            |            |            |            |            |            |  |  |       |          |       |  |  |  |  |  |
|  | 6                | Pinheiros         | 67               | 103               | 91               | 76               | 85               | 2                |   | 3              | Unitri/Uberlândia | 89         | 93         | 80         | –          | –          | 3          |            |  |  |       |          |       |  |  |  |  |  |
|  |                  |                   |                  |                   |                  |                  |                  |                  |   | 3              | Unitri/Uberlândia | 89         | 93         | 80         | –          | –          | 3          |            |  |  |       |          |       |  |  |  |  |  |
|  |                  | 4                 | Bauru            | 75                | 65               | 77               | –                | –                | 0 |                |                   |            |            |            |            |            |            |            |  |  |       |          |       |  |  |  |  |  |
|  | 4                | 4                 | Bauru            | 75                | 65               | 77               | –                | –                | 0 | Bauru          | 69                | 85         | 87         | 62         | 78         | 3          |            |            |  |  |       |          |       |  |  |  |  |  |
|  | 4                |                   |                  |                   |                  |                  |                  |                  |   | Bauru          | 69                | 85         | 87         | 62         | 78         | 3          |            |            |  |  |       |          |       |  |  |  |  |  |
|  | 5                | Franca            | 72               | 79                | 78               | 70               | 71               | 2                |   |                |                   |            |            |            |            |            |            |            |  |  |       |          |       |  |  |  |  |  |

Negrito Vencedor das séries

itálico Time com vantagem de mando de quadra

## Confrontos

### Fase Classificatória
| Time 1                | Séries | Time 2               | Jogo 1 | Jogo 2 | Jogo 3 | Jogo 4 | Jogo 5 |
| --------------------- | ------ | -------------------- | ------ | ------ | ------ | ------ | ------ |
| (5) Franca            | 3–0    | Liga Sorocabana (12) | 72–69  | 74–55  | 72–70  | –      | –      |
| (6) Pinheiros         | 3–2    | Limeira (11)         | 74–88  | 82–95  | 93–82  | 86–85  | 97–77  |
| (7) São José          | 3–1    | Minas (10)           | 68–70  | 61–60  | 67–64  | 75–59  | –      |
| (8) Basquete Cearense | 2–3    | Paulistano (9)       | 74–95  | 79–66  | 87–71  | 85–89  | 68–69  |

Negrito Vencedor das séries

itálico Time com vantagem de mando de quadra

#### (5) Franca vs. (12) Liga Sorocabana
Jogo 1
| 16 de Abril, 2013 20:00 UTC−3 | Relatório | Liga Sorocabana 69, Franca 72                                          | Liga Sorocabana 69, Franca 72 | Liga Sorocabana 69, Franca 72                                |  | Ginásio Gualberto Moreira, Sorocaba, São Paulo Público: 1.042 Árbitros: Cristiano Maranho, Fábio Kover, Leandro Sehnem | SporTV |
| 16 de Abril, 2013 20:00 UTC−3 | Relatório | Placar por quarto: 16–16, 13–15, 18–22, 22–19                          |                               |                                                              |  | Ginásio Gualberto Moreira, Sorocaba, São Paulo Público: 1.042 Árbitros: Cristiano Maranho, Fábio Kover, Leandro Sehnem | SporTV |
| 16 de Abril, 2013 20:00 UTC−3 | Relatório | Pts: Kenny Dawkins 17 Rbts: Ricardo De Bem 9 Asts: Dawkins, Holloway 5 |                               | Pts: Figueroa 13 Rbts: Teichmann, Mariano 4 Asts: Jhonatan 4 |  | Ginásio Gualberto Moreira, Sorocaba, São Paulo Público: 1.042 Árbitros: Cristiano Maranho, Fábio Kover, Leandro Sehnem | SporTV |

Jogo 2
| 19 de Abril, 2013 20:00 UTC−3 | Relatório | Franca 74, Liga Sorocabana 55                                      | Franca 74, Liga Sorocabana 55 | Franca 74, Liga Sorocabana 55                                         |  | Ginásio Pedrocão, Franca, São Paulo Público: 3.227 Árbitros: Marcos Benito, Jacob Barreto, Vinicius da Silva |  |
| 19 de Abril, 2013 20:00 UTC−3 | Relatório | Placar por quarto: 12–9, 14–17, 23–10, 25–19                       |                               |                                                                       |  | Ginásio Pedrocão, Franca, São Paulo Público: 3.227 Árbitros: Marcos Benito, Jacob Barreto, Vinicius da Silva |  |
| 19 de Abril, 2013 20:00 UTC−3 | Relatório | Pts: Douglas Kurtz 14 Rbts: Guilherme Teichmann 8 Asts: Figueroa 7 |                               | Pts: Desmond Holloway 18 Rbts: Ricardo De Bem 8 Asts: Kenny Dawkins 4 |  | Ginásio Pedrocão, Franca, São Paulo Público: 3.227 Árbitros: Marcos Benito, Jacob Barreto, Vinicius da Silva |  |

Jogo 3
| 20 de Abril, 2013 19:00 UTC-3 | Relatório | Franca 72, Liga Sorocabana 70                                       | Franca 72, Liga Sorocabana 70 | Franca 72, Liga Sorocabana 70                                       |  | Ginásio Pedrocão, Franca, São Paulo Árbitros: José Pelissari, Guilherme Locatelli, Mauricio Serour |  |
| 20 de Abril, 2013 19:00 UTC-3 | Relatório | Placar por quarto: 18–17, 1–18, 30–10, 23–25                        |                               |                                                                     |  | Ginásio Pedrocão, Franca, São Paulo Árbitros: José Pelissari, Guilherme Locatelli, Mauricio Serour |  |
| 20 de Abril, 2013 19:00 UTC-3 | Relatório | Pts: Guilherme Teichmann 24 Rbts: Lucas Mariano 12 Asts: Figueroa 8 |                               | Pts: Desmond Holloway 24 Rbts: Daniel Conti 9 Asts: Kenny Dawkins 3 |  | Ginásio Pedrocão, Franca, São Paulo Árbitros: José Pelissari, Guilherme Locatelli, Mauricio Serour |  |
| 20 de Abril, 2013 19:00 UTC-3 | Relatório | Franca vence as séries por 3–0                                      |                               |                                                                     |  | Ginásio Pedrocão, Franca, São Paulo Árbitros: José Pelissari, Guilherme Locatelli, Mauricio Serour |  |

Séries na temporada regular
Franca venceu 2-0 nos confrontos de temporada regular:
| 29 de Novembro, 2012 | Relatório | Liga Sorocabana 59, Franca 80 | Liga Sorocabana 59, Franca 80 | Liga Sorocabana 59, Franca 80 |  | Ginásio Gualberto Moreira, Sorocaba, São Paulo |  |

| 5 de Fevereiro, 2013 | Relatório | Franca 85, Liga Sorocabana 64 | Franca 85, Liga Sorocabana 64 | Franca 85, Liga Sorocabana 64 |  | Ginásio Pedrocão, Franca, São Paulo |  |

Último encontro nos Playoffs: Esse é o primeiro encontro entre Franca e Liga Sorocabana.

#### (6) Pinheiros vs. (11) Limeira
Jogo 1
| 18 de Abril, 2013 20:00 UTC−3 | Relatório | Limeira 88, Pinheiros 74                                       | Limeira 88, Pinheiros 74 | Limeira 88, Pinheiros 74                                                     |  | Ginásio Vô Lucato, Limeira, São Paulo Público: 1.105 Árbitros: José Pelissari, Vander Nunes Jr., Diego Chiconato |  |
| 18 de Abril, 2013 20:00 UTC−3 | Relatório | Placar por quarto: 24–16, 15–16, 34–15, 15–27                  |                          |                                                                              |  | Ginásio Vô Lucato, Limeira, São Paulo Público: 1.105 Árbitros: José Pelissari, Vander Nunes Jr., Diego Chiconato |  |
| 18 de Abril, 2013 20:00 UTC−3 | Relatório | Pts: Ronald Ramón 15 Rbts: Daniel Alemão 10 Asts: Hélio Lima 7 |                          | Pts: Shamell Stallworth 19 Rbts: Bruno Fiorotto 7 Asts: Shamell Stallworth 5 |  | Ginásio Vô Lucato, Limeira, São Paulo Público: 1.105 Árbitros: José Pelissari, Vander Nunes Jr., Diego Chiconato |  |

Jogo 2
| 21 de Abril, 2013 13:30 UTC−3 | Relatório | Pinheiros 82, Limeira 95                                               | Pinheiros 82, Limeira 95 | Pinheiros 82, Limeira 95                                     |  | Ginásio Henrique Villaboim, São Paulo, São Paulo Público: 626 Árbitros: Fernando Serpa, Guilherme Locatelli, Mauricio Serour | SporTV |
| 21 de Abril, 2013 13:30 UTC−3 | Relatório | Placar por quarto: 11–26, 27–17, 14–22, 30–30                          |                          |                                                              |  | Ginásio Henrique Villaboim, São Paulo, São Paulo Público: 626 Árbitros: Fernando Serpa, Guilherme Locatelli, Mauricio Serour | SporTV |
| 21 de Abril, 2013 13:30 UTC−3 | Relatório | Pts: Joseph Smith 19 Rbts: Shamell Stallworth 6 Asts: Fernando Penna 7 |                          | Pts: Hélio Lima 25 Rbts: Daniel Alemão 10 Asts: Hélio Lima 8 |  | Ginásio Henrique Villaboim, São Paulo, São Paulo Público: 626 Árbitros: Fernando Serpa, Guilherme Locatelli, Mauricio Serour | SporTV |

Jogo 3
| 22 de Abril, 2013 19:15 UTC−3 | Relatório | Pinheiros 93, Limeira 82                                                  | Pinheiros 93, Limeira 82 | Pinheiros 93, Limeira 82                                         |  | Ginásio Henrique Villaboim, São Paulo, São Paulo Público: 499 Árbitros: Cristiano Maranho, Jacob Barreto, Leandro Sehnem | SporTV |
| 22 de Abril, 2013 19:15 UTC−3 | Relatório | Placar por quarto: 23–21, 21–29, 25–18, 24–14                             |                          |                                                                  |  | Ginásio Henrique Villaboim, São Paulo, São Paulo Público: 499 Árbitros: Cristiano Maranho, Jacob Barreto, Leandro Sehnem | SporTV |
| 22 de Abril, 2013 19:15 UTC−3 | Relatório | Pts: Shamell Stallworth 22 Rbts: Andre Bambú 8 Asts: Shamell Stallworth 6 |                          | Pts: Ronald Ramón 15 Rbts: Hélio, Mineiro 5 Asts: Ronald Ramón 5 |  | Ginásio Henrique Villaboim, São Paulo, São Paulo Público: 499 Árbitros: Cristiano Maranho, Jacob Barreto, Leandro Sehnem | SporTV |

Jogo 4
| 24 de Abril, 2013 20:00 UTC−3 | Relatório | Limeira 85, Pinheiros 86                                        | Limeira 85, Pinheiros 86 | Limeira 85, Pinheiros 86                                                         |  | Ginásio Vô Lucato, Limeira, São Paulo Público: 1.590 Árbitros: Fernando Serpa, José Pelissari, Vander Nunes Jr. |  |
| 24 de Abril, 2013 20:00 UTC−3 | Relatório | Placar por quarto: 20–15, 23–13, 20–26, 22–32                   |                          |                                                                                  |  | Ginásio Vô Lucato, Limeira, São Paulo Público: 1.590 Árbitros: Fernando Serpa, José Pelissari, Vander Nunes Jr. |  |
| 24 de Abril, 2013 20:00 UTC−3 | Relatório | Pts: Diego Pinheiro 21 Rbts: Daniel Alemão 9 Asts: Hélio Lima 5 |                          | Pts: Shamell Stallworth 19 Rbts: Shamell Stallworth 9 Asts: Shamell Stallworth 6 |  | Ginásio Vô Lucato, Limeira, São Paulo Público: 1.590 Árbitros: Fernando Serpa, José Pelissari, Vander Nunes Jr. |  |

Jogo 5
| 26 de Abril, 2013 19:15 UTC−3 | Relatório | Pinheiros 97, Limeira 77                                                    | Pinheiros 97, Limeira 77 | Pinheiros 97, Limeira 77                                         |  | Ginásio Henrique Villaboim, São Paulo, São Paulo Público: 906 Árbitros: Cristiano Maranho, Fernando Serpa, Marcos Ferreira |  |
| 26 de Abril, 2013 19:15 UTC−3 | Relatório | Placar por quarto: 27–18, 29–18, 22–25, 19–16                               |                          |                                                                  |  | Ginásio Henrique Villaboim, São Paulo, São Paulo Público: 906 Árbitros: Cristiano Maranho, Fernando Serpa, Marcos Ferreira |  |
| 26 de Abril, 2013 19:15 UTC−3 | Relatório | Pts: Shamell Stallworth 28 Rbts: Shamell Stallworth 10 Asts: Joseph Smith 7 |                          | Pts: três jogadores 14 Rbts: Hélio Lima 8 Asts: Hélio, Mineiro 3 |  | Ginásio Henrique Villaboim, São Paulo, São Paulo Público: 906 Árbitros: Cristiano Maranho, Fernando Serpa, Marcos Ferreira |  |
| 26 de Abril, 2013 19:15 UTC−3 | Relatório | Pinheiros vence as séries por 3–2                                           |                          |                                                                  |  | Ginásio Henrique Villaboim, São Paulo, São Paulo Público: 906 Árbitros: Cristiano Maranho, Fernando Serpa, Marcos Ferreira |  |

Séries na temporada regular
Empatado em 1-1 nos confrontos de temporada regular:
| 10 de Dezembro, 2012 | Relatório | Pinheiros 102, Limeira 100 | Pinheiros 102, Limeira 100 | Pinheiros 102, Limeira 100 | OT | Ginásio Henrique Villaboim, São Paulo, São Paulo |  |

| 27 de Fevereiro, 2013 | Relatório | Limeira 82, Pinheiros 81 | Limeira 82, Pinheiros 81 | Limeira 82, Pinheiros 81 |  | Ginásio Vô Lucato, Limeira, São Paulo |  |

Último encontro nos Playoffs: Esse é o primeiro encontro entre Limeira e Pinheiros.

#### (7) São José vs. (10) Minas
Jogo 1
| 16 de Abril, 2013 20:00 UTC-3 | Relatório | Minas 70, São José 68                                               | Minas 70, São José 68 | Minas 70, São José 68                                         |  | Arena Vivo, Belo Horizonte, Minas Gerais Público: 388 Árbitros: Fernando Oliveira, Marcos Ferreira, Maria Cláudia Moraes |  |
| 16 de Abril, 2013 20:00 UTC-3 | Relatório | Placar por quarto: 10–14, 26–23, 16–14, 18–17                       |                       |                                                               |  | Arena Vivo, Belo Horizonte, Minas Gerais Público: 388 Árbitros: Fernando Oliveira, Marcos Ferreira, Maria Cláudia Moraes |  |
| 16 de Abril, 2013 20:00 UTC-3 | Relatório | Pts: Mineiro, Crosby 21 Rbts: Rafael Mineiro 9 Asts: Mark Borders 8 |                       | Pts: Álvaro Calvo 24 Rbts: Murilo Becker 9 Asts: Andre Laws 6 |  | Arena Vivo, Belo Horizonte, Minas Gerais Público: 388 Árbitros: Fernando Oliveira, Marcos Ferreira, Maria Cláudia Moraes |  |

Jogo 2
| 19 de Abril, 2013 19:00 UTC-3 | Relatório | São José 61, Minas 60                                            | São José 61, Minas 60 | São José 61, Minas 60                                          |  | Ginásio Lineu de Moura, São José dos Campos, São Paulo Público: 1.837 Árbitros: Guilherme Locatelli, Jonas Pereira, Diego Chiconato | SporTV |
| 19 de Abril, 2013 19:00 UTC-3 | Relatório | Placar por quarto: 21–20, 16–14, 12–17, 12–9                     |                       |                                                                |  | Ginásio Lineu de Moura, São José dos Campos, São Paulo Público: 1.837 Árbitros: Guilherme Locatelli, Jonas Pereira, Diego Chiconato | SporTV |
| 19 de Abril, 2013 19:00 UTC-3 | Relatório | Pts: Fúlvio Assis 16 Rbts: Murilo Becker 17 Asts: Fúlvio Assis 7 |                       | Pts: Betinho Duarte 14 Rbts: Paul Crosby 8 Asts: Paul Crosby 5 |  | Ginásio Lineu de Moura, São José dos Campos, São Paulo Público: 1.837 Árbitros: Guilherme Locatelli, Jonas Pereira, Diego Chiconato | SporTV |

Jogo 3
| 20 de Abril, 2013 18:00 UTC-3 | Relatório | São José 67, Minas 64                                              | São José 67, Minas 64 | São José 67, Minas 64                                             |  | Ginásio Lineu de Moura, São José dos Campos, São Paulo Público: 2.338 Árbitros: Marcos Benito, Vander Nunes Jr., Gustavo Mathias |  |
| 20 de Abril, 2013 18:00 UTC-3 | Relatório | Placar por quarto: 13–23, 21–11, 15–15, 18–15                      |                       |                                                                   |  | Ginásio Lineu de Moura, São José dos Campos, São Paulo Público: 2.338 Árbitros: Marcos Benito, Vander Nunes Jr., Gustavo Mathias |  |
| 20 de Abril, 2013 18:00 UTC-3 | Relatório | Pts: Dedé Stefanelli 21 Rbts: Dedé Stefanelli 7 Asts: Andre Laws 7 |                       | Pts: Betinho Duarte 18 Rbts: Douglas Nunes 6 Asts: Mark Borders 8 |  | Ginásio Lineu de Moura, São José dos Campos, São Paulo Público: 2.338 Árbitros: Marcos Benito, Vander Nunes Jr., Gustavo Mathias |  |

Jogo 4
| 22 de Abril, 2013 20:00 UTC-3 | Relatório | Minas 59, São José 75                                                    | Minas 59, São José 75 | Minas 59, São José 75                                             |  | Arena Vivo, Belo Horizonte, Minas Gerais Público: 456 Árbitros: Fernando Serpa, José Pelissari, Andreia Silva |  |
| 22 de Abril, 2013 20:00 UTC-3 | Relatório | Placar por quarto: 9–20, 19–14, 17–24, 14–17                             |                       |                                                                   |  | Arena Vivo, Belo Horizonte, Minas Gerais Público: 456 Árbitros: Fernando Serpa, José Pelissari, Andreia Silva |  |
| 22 de Abril, 2013 20:00 UTC-3 | Relatório | Pts: Betinho Duarte 16 Rbts: Betinho, Douglas 6 Asts: Betinho, Borders 3 |                       | Pts: Murilo Becker 21 Rbts: Murilo Becker 11 Asts: Fúlvio Assis 9 |  | Arena Vivo, Belo Horizonte, Minas Gerais Público: 456 Árbitros: Fernando Serpa, José Pelissari, Andreia Silva |  |
| 22 de Abril, 2013 20:00 UTC-3 | Relatório | São José vence as séries por 3–1                                         |                       |                                                                   |  | Arena Vivo, Belo Horizonte, Minas Gerais Público: 456 Árbitros: Fernando Serpa, José Pelissari, Andreia Silva |  |

Séries na temporada regular
Empatado em 1-1 nos confrontos de temporada regular:
| 5 de Janeiro, 2013 | Relatório | Minas 97, São José 77 | Minas 97, São José 77 | Minas 97, São José 77 |  | Arena Vivo, Belo Horizonte, Minas Gerais |  |

| 14 de Março, 2013 | Relatório | São José 95, Minas 93 | São José 95, Minas 93 | São José 95, Minas 93 | OT | Ginásio Lineu de Moura, São José dos Campos, São Paulo |  |

Último encontro nos Playoffs: Esse é o primeiro encontro entre Minas e São José.

#### (8) Basquete Cearense vs. (9) Paulistano
Jogo 1
| 16 de Abril, 2013 19:00 UTC-3 | Relatório | Paulistano 95, Basquete Cearense 74                               | Paulistano 95, Basquete Cearense 74 | Paulistano 95, Basquete Cearense 74                                 |  | Ginásio Antônio Prado Junior, São Paulo, São Paulo Público: 510 Árbitros: Marcos Benito, Jacob Barreto, Andreia Silva |  |
| 16 de Abril, 2013 19:00 UTC-3 | Relatório | Placar por quarto: 16–17, 35–7, 23–30, 21–20                      |                                     |                                                                     |  | Ginásio Antônio Prado Junior, São Paulo, São Paulo Público: 510 Árbitros: Marcos Benito, Jacob Barreto, Andreia Silva |  |
| 16 de Abril, 2013 19:00 UTC-3 | Relatório | Pts: Manteguinha 20 Rbts: Wagner Mattos 10 Asts: três jogadores 3 |                                     | Pts: Jimmy Oliveira 22 Rbts: William Drudi 14 Asts: Matheus Costa 4 |  | Ginásio Antônio Prado Junior, São Paulo, São Paulo Público: 510 Árbitros: Marcos Benito, Jacob Barreto, Andreia Silva |  |

Jogo 2
| 19 de Abril, 2013 21:30 UTC-3 | Relatório | Basquete Cearense 79, Paulistano 66                           | Basquete Cearense 79, Paulistano 66 | Basquete Cearense 79, Paulistano 66                                |  | Ginásio Paulo Sarasate, Fortaleza, Ceará Público: 7,029 Árbitros: Fernando Serpa, Fábio Kover, Eduardo Albano | SporTV |
| 19 de Abril, 2013 21:30 UTC-3 | Relatório | Placar por quarto: 22–15, 20–23, 21–16, 16–12                 |                                     |                                                                    |  | Ginásio Paulo Sarasate, Fortaleza, Ceará Público: 7,029 Árbitros: Fernando Serpa, Fábio Kover, Eduardo Albano | SporTV |
| 19 de Abril, 2013 21:30 UTC-3 | Relatório | Pts: André Goés 29 Rbts: Felipe Ribeiro 12 Asts: André Goés 4 |                                     | Pts: Wagner Mattos 15 Rbts: Renato Carbonari 6 Asts: Elinho Neto 3 |  | Ginásio Paulo Sarasate, Fortaleza, Ceará Público: 7,029 Árbitros: Fernando Serpa, Fábio Kover, Eduardo Albano | SporTV |

Jogo 3
| 20 de Abril, 2013 19:00 UTC-3 | Relatório | Basquete Cearense 87, Paulistano 71                                | Basquete Cearense 87, Paulistano 71 | Basquete Cearense 87, Paulistano 71                              |  | Ginásio Paulo Sarasate, Fortaleza, Ceará Público: 6.315 Árbitros: Cristiano Maranho, Francisco Ferreira Filho, Andreza Almeida |  |
| 20 de Abril, 2013 19:00 UTC-3 | Relatório | Placar por quarto: 15–17, 33–16, 12–16, 27–22                      |                                     |                                                                  |  | Ginásio Paulo Sarasate, Fortaleza, Ceará Público: 6.315 Árbitros: Cristiano Maranho, Francisco Ferreira Filho, Andreza Almeida |  |
| 20 de Abril, 2013 19:00 UTC-3 | Relatório | Pts: William Drudi 23 Rbts: William Drudi 5 Asts: Jimmy Oliveira 6 |                                     | Pts: Steven Toyloy 21 Rbts: três jogadores 4 Asts: Elinho Neto 5 |  | Ginásio Paulo Sarasate, Fortaleza, Ceará Público: 6.315 Árbitros: Cristiano Maranho, Francisco Ferreira Filho, Andreza Almeida |  |

Jogo 4
| 23 de Abril, 2013 19:00 UTC-3 | Relatório | Paulistano 89, Basquete Cearense 85                           | Paulistano 89, Basquete Cearense 85 | Paulistano 89, Basquete Cearense 85                                 |  | Ginásio Antônio Prado Junior, São Paulo, São Paulo Público: 795 Árbitros: Cristiano Maranho, Vander Nunes Jr., Jacob Barreto |  |
| 23 de Abril, 2013 19:00 UTC-3 | Relatório | Placar por quarto: 25–26, 22–16, 26–24, 16–19                 |                                     |                                                                     |  | Ginásio Antônio Prado Junior, São Paulo, São Paulo Público: 795 Árbitros: Cristiano Maranho, Vander Nunes Jr., Jacob Barreto |  |
| 23 de Abril, 2013 19:00 UTC-3 | Relatório | Pts: Elinho Neto 17 Rbts: Elinho Neto 7 Asts: Alex Oliveira 3 |                                     | Pts: André Goés 26 Rbts: William Drudi 7 Asts: André Goés, Felipe 4 |  | Ginásio Antônio Prado Junior, São Paulo, São Paulo Público: 795 Árbitros: Cristiano Maranho, Vander Nunes Jr., Jacob Barreto |  |

Jogo 5
| 26 de Abril, 2013 19:00 UTC-3 | Relatório | Basquete Cearense 68, Paulistano 69                                    | Basquete Cearense 68, Paulistano 69 | Basquete Cearense 68, Paulistano 69                          |  | Ginásio Paulo Sarasate, Fortaleza, Ceará Público: 7.406 Árbitros: José Pelissari, Marcos Benito, Jacob Barreto | SporTV |
| 26 de Abril, 2013 19:00 UTC-3 | Relatório | Placar por quarto: 18–18, 12–9, 22–22, 16–20                           |                                     |                                                              |  | Ginásio Paulo Sarasate, Fortaleza, Ceará Público: 7.406 Árbitros: José Pelissari, Marcos Benito, Jacob Barreto | SporTV |
| 26 de Abril, 2013 19:00 UTC-3 | Relatório | Pts: William Drudi 18 Rbts: Felipe Ribeiro 10 Asts: Rogério, Mariano 4 |                                     | Pts: Elinho Neto 16 Rbts: Wagner, Alex 8 Asts: Manteguinha 4 |  | Ginásio Paulo Sarasate, Fortaleza, Ceará Público: 7.406 Árbitros: José Pelissari, Marcos Benito, Jacob Barreto | SporTV |
| 26 de Abril, 2013 19:00 UTC-3 | Relatório | Paulistano vence as séries por 3–2                                     |                                     |                                                              |  | Ginásio Paulo Sarasate, Fortaleza, Ceará Público: 7.406 Árbitros: José Pelissari, Marcos Benito, Jacob Barreto | SporTV |

Séries na temporada regular
Basquete Cearense venceu 2-0 nos confrontos de temporada regular:
| 10 de Janeiro, 2013 | Relatório | Basquete Cearense 95, Paulistano 76 | Basquete Cearense 95, Paulistano 76 | Basquete Cearense 95, Paulistano 76 |  | Ginásio Paulo Sarasate, Fortaleza, Ceará |  |

| 21 de Março, 2013 | Relatório | Paulistano 79, Basquete Cearense 86 | Paulistano 79, Basquete Cearense 86 | Paulistano 79, Basquete Cearense 86 |  | Ginásio Antônio Prado Junior, São Paulo, São Paulo |  |

Último encontro nos Playoffs: Esse é o primeiro encontro entre Paulistano e Basquete Cearense.

### Quartas-de-Final

#### (1) Flamengo vs. (9) Paulistano
Jogo 1
| 29 de Abril, 2013 20:00 UTC−3 | Relatório | Paulistano 91, Flamengo 100                                    | Paulistano 91, Flamengo 100 | Paulistano 91, Flamengo 100                                   |  | Ginásio Antônio Prado Junior, São Paulo, São Paulo Árbitros: Fernando Serpa, Francisco Ferreira Filho, Leandro Sehnem |  |
| 29 de Abril, 2013 20:00 UTC−3 | Relatório | Placar por quarto: 15-27, 13-25, 40-23, 23-25                  |                             |                                                               |  | Ginásio Antônio Prado Junior, São Paulo, São Paulo Árbitros: Fernando Serpa, Francisco Ferreira Filho, Leandro Sehnem |  |
| 29 de Abril, 2013 20:00 UTC−3 | Relatório | Pts: Elinho Neto 22 Rbts: Steven Toyloy 12 Asts: Elinho Neto 6 |                             | Pts: Marquinhos Rbts: Marquinhos, Kojo 5 Asts: Kojo Mensah 10 |  | Ginásio Antônio Prado Junior, São Paulo, São Paulo Árbitros: Fernando Serpa, Francisco Ferreira Filho, Leandro Sehnem |  |

Jogo 2
| 2 de Maio, 2013 20:30 UTC−3 | Relatório | Flamengo 80, Paulistano 76                               | Flamengo 80, Paulistano 76 | Flamengo 80, Paulistano 76                                       |  | Ginásio Álvaro Vieira Lima, Rio de Janeiro, Rio de Janeiro Árbitros: Cristiano Maranho, Marcos Benito, Vander Nunes Jr. |  |
| 2 de Maio, 2013 20:30 UTC−3 | Relatório | Placar por quarto: 13-21, 9-17, 34-15, 24-23             |                            |                                                                  |  | Ginásio Álvaro Vieira Lima, Rio de Janeiro, Rio de Janeiro Árbitros: Cristiano Maranho, Marcos Benito, Vander Nunes Jr. |  |
| 2 de Maio, 2013 20:30 UTC−3 | Relatório | Pts: Marquinhos 19 Rbts: Marquinhos 6 Asts: Marquinhos 3 |                            | Pts: Eddy Carvalho 16 Rbts: Toyloy, Elinho 6 Asts: Elinho Neto 6 |  | Ginásio Álvaro Vieira Lima, Rio de Janeiro, Rio de Janeiro Árbitros: Cristiano Maranho, Marcos Benito, Vander Nunes Jr. |  |

Jogo 3
| 4 de Maio, 2013 21:30 UTC−3 | Relatório | Flamengo 84, Paulistano 64                             | Flamengo 84, Paulistano 64 | Flamengo 84, Paulistano 64                                      |  | Ginásio Álvaro Vieira Lima, Rio de Janeiro, Rio de Janeiro Árbitros: José Pelissari, Guilherme Locatelli, Jacob Barreto | SporTV |
| 4 de Maio, 2013 21:30 UTC−3 | Relatório | Placar por quarto: 25-18, 16-16, 27-15, 16-15          |                            |                                                                 |  | Ginásio Álvaro Vieira Lima, Rio de Janeiro, Rio de Janeiro Árbitros: José Pelissari, Guilherme Locatelli, Jacob Barreto | SporTV |
| 4 de Maio, 2013 21:30 UTC−3 | Relatório | Pts: Olivinha 22 Rbts: Olivinha 13 Asts: Kojo Mensah 6 |                            | Pts: Alex Oliveira 19 Rbts: Steven Toyloy 9 Asts: Manteguinha 3 |  | Ginásio Álvaro Vieira Lima, Rio de Janeiro, Rio de Janeiro Árbitros: José Pelissari, Guilherme Locatelli, Jacob Barreto | SporTV |
| 4 de Maio, 2013 21:30 UTC−3 | Relatório | Flamengo vence as séries por 3-0                       |                            |                                                                 |  | Ginásio Álvaro Vieira Lima, Rio de Janeiro, Rio de Janeiro Árbitros: José Pelissari, Guilherme Locatelli, Jacob Barreto | SporTV |

Séries na temporada regular
Flamengo venceu 2-0 nos confrontos de temporada regular:
| 24 de Janeiro, 2013 | Relatório | Flamengo 94, Paulistano 70 | Flamengo 94, Paulistano 70 | Flamengo 94, Paulistano 70 |  | Ginásio do Tijuca TC, Rio de Janeiro, Rio de Janeiro |  |

| 4 de Abril, 2013 | Relatório | Paulistano 93, Flamengo 94 | Paulistano 93, Flamengo 94 | Paulistano 93, Flamengo 94 |  | Ginásio Antônio Prado Junior, São Paulo, São Paulo |  |

Último encontro nos Playoffs: Esse é o primeiro encontro entre Flamengo e Paulistano.

#### (2) Brasília vs. (7) São José
Jogo 1
| 29 de Abril, 2013 21:00 UTC−3 | Relatório | São José 90, Lobos Brasília 76                                    | São José 90, Lobos Brasília 76 | São José 90, Lobos Brasília 76                                                |  | Ginásio Lineu de Moura, São José dos Campos, São Paulo Árbitros: José Pelissari, Jacob Barreto, Andreia Silva | SporTV |
| 29 de Abril, 2013 21:00 UTC−3 | Relatório | Placar por quarto: 17-24, 19-19, 22-18, 32-15                     |                                |                                                                               |  | Ginásio Lineu de Moura, São José dos Campos, São Paulo Árbitros: José Pelissari, Jacob Barreto, Andreia Silva | SporTV |
| 29 de Abril, 2013 21:00 UTC−3 | Relatório | Pts: Murilo Becker 21 Rbts: Murilo Becker 9 Asts: Fúlvio Assis 13 |                                | Pts: Guilherme Giovannoni 19 Rbts: Alex, Paulão 7 Asts: Giovannoni, Nezinho 4 |  | Ginásio Lineu de Moura, São José dos Campos, São Paulo Árbitros: José Pelissari, Jacob Barreto, Andreia Silva | SporTV |

Jogo 2
| 1 de Maio, 2013 17:00 UTC−3 | Relatório | Lobos Brasília 100, São José 79                 | Lobos Brasília 100, São José 79 | Lobos Brasília 100, São José 79                                       |  | Ginásio Nilson Nelson, Brasília, Distrito Federal Árbitros: Fernando Serpa, Guilherme Locatelli, Fabio Kover | SporTV |
| 1 de Maio, 2013 17:00 UTC−3 | Relatório | Placar por quarto: 25-12, 28-18, 24-25, 23-24   |                                 |                                                                       |  | Ginásio Nilson Nelson, Brasília, Distrito Federal Árbitros: Fernando Serpa, Guilherme Locatelli, Fabio Kover | SporTV |
| 1 de Maio, 2013 17:00 UTC−3 | Relatório | Pts: Nezinho 25 Rbts: Paulão 14 Asts: Nezinho 5 |                                 | Pts: Dedé Stefanelli 18 Rbts: Chico, Jefferson 6 Asts: Fúlvio Assis 4 |  | Ginásio Nilson Nelson, Brasília, Distrito Federal Árbitros: Fernando Serpa, Guilherme Locatelli, Fabio Kover | SporTV |

Jogo 3
| 3 de Maio, 2013 21:00 UTC−3 | Relatório | Lobos Brasília 91, São José 76                         | Lobos Brasília 91, São José 76 | Lobos Brasília 91, São José 76                                     |  | Ginásio Nilson Nelson, Brasília, Distrito Federal Árbitros: Cristiano Maranho, Marcos Benito, Diego Chiconato | SporTV |
| 3 de Maio, 2013 21:00 UTC−3 | Relatório | Placar por quarto: 30-21, 16-20, 27-18, 18-17          |                                |                                                                    |  | Ginásio Nilson Nelson, Brasília, Distrito Federal Árbitros: Cristiano Maranho, Marcos Benito, Diego Chiconato | SporTV |
| 3 de Maio, 2013 21:00 UTC−3 | Relatório | Pts: Nezinho 36 Rbts: Paulão Prestes 9 Asts: Nezinho 7 |                                | Pts: Murilo Becker 25 Rbts: Murilo, Fúlvio 10 Asts: Fúlvio Assis 6 |  | Ginásio Nilson Nelson, Brasília, Distrito Federal Árbitros: Cristiano Maranho, Marcos Benito, Diego Chiconato | SporTV |

Jogo 4
| 6 de Maio, 2013 20:00 UTC−3 | Relatório | São José 84, Lobos Brasília 70                                    | São José 84, Lobos Brasília 70 | São José 84, Lobos Brasília 70                                                  |  | Ginásio Lineu de Moura, São José dos Campos, São Paulo Árbitros: Fernando Serpa, Vander Nunes Jr., Andreia Silva |  |
| 6 de Maio, 2013 20:00 UTC−3 | Relatório | Placar por quarto: 30–14, 15–16, 21–17, 18–23                     |                                |                                                                                 |  | Ginásio Lineu de Moura, São José dos Campos, São Paulo Árbitros: Fernando Serpa, Vander Nunes Jr., Andreia Silva |  |
| 6 de Maio, 2013 20:00 UTC−3 | Relatório | Pts: Murilo Becker 25 Rbts: Murilo Becker 11 Asts: Fúlvio Assis 7 |                                | Pts: Guilherme Giovannoni 18 Rbts: Márcio Cipriano 6 Asts: Nezinho, Eric Tatu 5 |  | Ginásio Lineu de Moura, São José dos Campos, São Paulo Árbitros: Fernando Serpa, Vander Nunes Jr., Andreia Silva |  |

Jogo 5
| 9 de Maio, 2013 21:00 UTC−3 | Relatório | Lobos Brasília 81, São José 98                          | Lobos Brasília 81, São José 98 | Lobos Brasília 81, São José 98                                 |  | Ginásio Nilson Nelson, Brasília, Distrito Federal Árbitros: Cristiano Maranho, Marcos Benito, Guilherme Locatelli | SporTV |
| 9 de Maio, 2013 21:00 UTC−3 | Relatório | Placar por quarto: 17–18, 17–18, 27–33, 20–29           |                                |                                                                |  | Ginásio Nilson Nelson, Brasília, Distrito Federal Árbitros: Cristiano Maranho, Marcos Benito, Guilherme Locatelli | SporTV |
| 9 de Maio, 2013 21:00 UTC−3 | Relatório | Pts: Nezinho 16 Rbts: Paulão Prestes 12 Asts: Nezinho 5 |                                | Pts: Andre Laws 29 Rbts: Murilo Becker 10 Asts: Laws, Fúlvio 6 |  | Ginásio Nilson Nelson, Brasília, Distrito Federal Árbitros: Cristiano Maranho, Marcos Benito, Guilherme Locatelli | SporTV |
| 9 de Maio, 2013 21:00 UTC−3 | Relatório | São José vence as séries por 3-2                        |                                |                                                                |  | Ginásio Nilson Nelson, Brasília, Distrito Federal Árbitros: Cristiano Maranho, Marcos Benito, Guilherme Locatelli | SporTV |

Séries na temporada regular
Empatado em 1-1 nos confrontos de temporada regular:
| 26 de Janeiro, 2013 | Relatório | Lobos Brasília 90, São José 57 | Lobos Brasília 90, São José 57 | Lobos Brasília 90, São José 57 |  | Ginásio Nilson Nelson, Brasília, Distrito Federal |  |

| 30 de Março, 2013 | Relatório | São José 84, Lobos Brasília 79 | São José 84, Lobos Brasília 79 | São José 84, Lobos Brasília 79 |  | Ginásio Lineu de Moura, São José dos Campos, São Paulo |  |

Último encontro nos Playoffs: Final de 2011-12 (Brasília venceu 1-0).

#### (3) Uberlândia vs. (6) Pinheiros
Jogo 1
| 29 de Abril, 2013 19:00 UTC−3 | Relatório | Pinheiros 67, Unitri/Uberlândia 86                                  | Pinheiros 67, Unitri/Uberlândia 86 | Pinheiros 67, Unitri/Uberlândia 86                          |  | Ginásio Henrique Villaboim, São Paulo, São Paulo Árbitros: Cristiano Maranho, Jonas Pereira, Eduardo Albano | SporTV |
| 29 de Abril, 2013 19:00 UTC−3 | Relatório | Placar por quarto: 27-24, 7-24, 11-21, 22-17                        |                                    |                                                             |  | Ginásio Henrique Villaboim, São Paulo, São Paulo Árbitros: Cristiano Maranho, Jonas Pereira, Eduardo Albano | SporTV |
| 29 de Abril, 2013 19:00 UTC−3 | Relatório | Pts: Márcio Dornelles 14 Rbts: quatro jogadores 4 Asts: Joe Smith 4 |                                    | Pts: Cipolini 24 Rbts: Robby Collum 11 Asts: Robby Collum 6 |  | Ginásio Henrique Villaboim, São Paulo, São Paulo Árbitros: Cristiano Maranho, Jonas Pereira, Eduardo Albano | SporTV |

Jogo 2
| 2 de Maio, 2013 20:00 UTC−3 | Relatório | Unitri/Uberlândia 97, Pinheiros 103                             | Unitri/Uberlândia 97, Pinheiros 103 | Unitri/Uberlândia 97, Pinheiros 103                                       | 2OT | Ginásio Sabiazinho, Uberlândia, Minas Gerais Árbitros: José Pelissari, Guilherme Locatelli, Diego Chiconato |  |
| 2 de Maio, 2013 20:00 UTC−3 | Relatório | Placar por quarto: 16–28, 20–18, 12-15, 28–15, OT: 11–11, 10–16 |                                     |                                                                           | 2OT | Ginásio Sabiazinho, Uberlândia, Minas Gerais Árbitros: José Pelissari, Guilherme Locatelli, Diego Chiconato |  |
| 2 de Maio, 2013 20:00 UTC−3 | Relatório | Pts: Robert Day 39 Rbts: Robby Collum 9 Asts: Robby Collum 11   |                                     | Pts: Rafael, Shamell 24 Rbts: Rafael Mineiro 9 Asts: Shamell Stallworth 8 | 2OT | Ginásio Sabiazinho, Uberlândia, Minas Gerais Árbitros: José Pelissari, Guilherme Locatelli, Diego Chiconato |  |

Jogo 3
| 4 de Maio, 2013 19:30 UTC−3 | Relatório | Unitri/Uberlândia 70, Pinheiros 91                            | Unitri/Uberlândia 70, Pinheiros 91 | Unitri/Uberlândia 70, Pinheiros 91                                     |  | Ginásio Sabiazinho, Uberlândia, Minas Gerais Árbitros: Fernando Serpa, Marcos Benito, Vander Nunes Jr. | SporTV |
| 4 de Maio, 2013 19:30 UTC−3 | Relatório | Placar por quarto: 21-18, 18-20, 12-24, 19-29                 |                                    |                                                                        |  | Ginásio Sabiazinho, Uberlândia, Minas Gerais Árbitros: Fernando Serpa, Marcos Benito, Vander Nunes Jr. | SporTV |
| 4 de Maio, 2013 19:30 UTC−3 | Relatório | Pts: Luis Gruber 16 Rbts: Robert Day 8 Asts: Valtinho Silva 4 |                                    | Pts: Joe Smith 32 Rbts: Shamell Stallworth 7 Asts: Paulinho Boracini 6 |  | Ginásio Sabiazinho, Uberlândia, Minas Gerais Árbitros: Fernando Serpa, Marcos Benito, Vander Nunes Jr. | SporTV |

Jogo 4
| 7 de Maio, 2013 19:30 UTC−3 | Relatório | Pinheiros 76, Unitri/Uberlândia 89                                             | Pinheiros 76, Unitri/Uberlândia 89 | Pinheiros 76, Unitri/Uberlândia 89                                 |  | Ginásio Henrique Villaboim, São Paulo, São Paulo Árbitros: Cristiano Maranho, Jacob Barreto, Diego Chiconato | SporTV |
| 7 de Maio, 2013 19:30 UTC−3 | Relatório | Placar por quarto: 23–24, 15–20, 18–17, 20–28                                  |                                    |                                                                    |  | Ginásio Henrique Villaboim, São Paulo, São Paulo Árbitros: Cristiano Maranho, Jacob Barreto, Diego Chiconato | SporTV |
| 7 de Maio, 2013 19:30 UTC−3 | Relatório | Pts: Shamell Stallworth 19 Rbts: Dornelles, Smith 4 Asts: Shamell Stallworth 5 |                                    | Pts: Lucas Cipolini 20 Rbts: três jogadores 5 Asts: Robby Collum 7 |  | Ginásio Henrique Villaboim, São Paulo, São Paulo Árbitros: Cristiano Maranho, Jacob Barreto, Diego Chiconato | SporTV |

Jogo 5
| 9 de Maio, 2013 20:00 UTC−3 | Relatório | Unitri/Uberlândia 92, Pinheiros 85                                        | Unitri/Uberlândia 92, Pinheiros 85 | Unitri/Uberlândia 92, Pinheiros 85                                      |  | Ginásio Sabiazinho, Uberlândia, Minas Gerais Árbitros: Fernando Serpa, José Pelissari, Vander Nunes Jr. |  |
| 9 de Maio, 2013 20:00 UTC−3 | Relatório | Placar por quarto: 23–14, 23–22, 24–23, 22–26                             |                                    |                                                                         |  | Ginásio Sabiazinho, Uberlândia, Minas Gerais Árbitros: Fernando Serpa, José Pelissari, Vander Nunes Jr. |  |
| 9 de Maio, 2013 20:00 UTC−3 | Relatório | Pts: Valtinho Silva 22 Rbts: Gruber, Léo 8 Asts: Valtinho Silva, Collum 6 |                                    | Pts: Paulinho Boracini 20 Rbts: três jogadores 3 Asts: Rafael Mineiro 5 |  | Ginásio Sabiazinho, Uberlândia, Minas Gerais Árbitros: Fernando Serpa, José Pelissari, Vander Nunes Jr. |  |
| 9 de Maio, 2013 20:00 UTC−3 | Relatório | Uberlândia vence as séries por 3–2                                        |                                    |                                                                         |  | Ginásio Sabiazinho, Uberlândia, Minas Gerais Árbitros: Fernando Serpa, José Pelissari, Vander Nunes Jr. |  |

Séries na temporada regular
Uberlândia venceu 2-0 nos confrontos de temporada regular:
| 5 de Janeiro, 2013 | Relatório | Pinheiros 87, Unitri/Uberlândia 92 | Pinheiros 87, Unitri/Uberlândia 92 | Pinheiros 87, Unitri/Uberlândia 92 |  | Ginásio Henrique Villaboim, São Paulo, São Paulo |  |

| 4 de Abril, 2013 | Relatório | Unitri/Uberlândia 91, Pinheiros 87 | Unitri/Uberlândia 91, Pinheiros 87 | Unitri/Uberlândia 91, Pinheiros 87 |  | Ginásio Sabiazinho, Uberlândia, Minas Gerais |  |

Último encontro nos Playoffs: Esse é o primeiro encontro entre Pinheiros e Uberlândia.

#### (4) Bauru vs. (5) Franca
Jogo 1
| 28 de Abril, 2013 13:00 UTC−3 | Relatório | Franca 72, Bauru 69                                    | Franca 72, Bauru 69 | Franca 72, Bauru 69                                          |  | Ginásio Pedrocão, Franca, São Paulo Público: 3.400 Árbitros: Cristiano Maranho, Marcos Ferreira, Eduardo Albano | SporTV |
| 28 de Abril, 2013 13:00 UTC−3 | Relatório | Placar por quarto: 22-21, 13-16, 21-16, 16-16          |                     |                                                              |  | Ginásio Pedrocão, Franca, São Paulo Público: 3.400 Árbitros: Cristiano Maranho, Marcos Ferreira, Eduardo Albano | SporTV |
| 28 de Abril, 2013 13:00 UTC−3 | Relatório | Pts: Léo Meindl 14 Rbts: Teichmann 10 Asts: Figueroa 9 |                     | Pts: Larry Taylor 21 Rbts: Jeff Agba 10 Asts: Larry Taylor 6 |  | Ginásio Pedrocão, Franca, São Paulo Público: 3.400 Árbitros: Cristiano Maranho, Marcos Ferreira, Eduardo Albano | SporTV |

Jogo 2
| 1 de Maio, 2013 19:30 UTC−3 | Relatório | Bauru 86, Franca 79                                                | Bauru 86, Franca 79 | Bauru 86, Franca 79                                   |  | Ginásio Panela de Pressão, Bauru, São Paulo Árbitros: José Pelissari, Marcos Benito, Diego Chiconato | SporTV |
| 1 de Maio, 2013 19:30 UTC−3 | Relatório | Placar por quarto: 19-21, 18-18, 25-21, 24-19                      |                     |                                                       |  | Ginásio Panela de Pressão, Bauru, São Paulo Árbitros: José Pelissari, Marcos Benito, Diego Chiconato | SporTV |
| 1 de Maio, 2013 19:30 UTC−3 | Relatório | Pts: DeAndre Coleman 23 Rbts: Larry Taylor 9 Asts: Taylor, Mosso 4 |                     | Pts: Cauê Borges 18 Rbts: Figueroa 7 Asts: Figueroa 6 |  | Ginásio Panela de Pressão, Bauru, São Paulo Árbitros: José Pelissari, Marcos Benito, Diego Chiconato | SporTV |

Jogo 3
| 3 de Maio, 2013 20:00 UTC−3 | Relatório | Bauru 87, Franca 78                                              | Bauru 87, Franca 78 | Bauru 87, Franca 78                                                       |  | Ginásio Panela de Pressão, Bauru, São Paulo Árbitros: Fernando Serpa, Vander Nunes Jr., Jacob Barreto | SporTV |
| 3 de Maio, 2013 20:00 UTC−3 | Relatório | Placar por quarto: 17-19, 25-17, 20-23, 25-19                    |                     |                                                                           |  | Ginásio Panela de Pressão, Bauru, São Paulo Árbitros: Fernando Serpa, Vander Nunes Jr., Jacob Barreto | SporTV |
| 3 de Maio, 2013 20:00 UTC−3 | Relatório | Pts: Larry Taylor 20 Rbts: Coleman, Agba 12 Asts: Larry Taylor 6 |                     | Pts: Cauê Borges 19 Rbts: Antonio Ferreira Jr. 5 Asts: Borges, Figueroa 3 |  | Ginásio Panela de Pressão, Bauru, São Paulo Árbitros: Fernando Serpa, Vander Nunes Jr., Jacob Barreto | SporTV |

Jogo 4
| 6 de Maio, 2013 19:00 UTC−3 | Relatório | Franca 70, Bauru 62                                         | Franca 70, Bauru 62 | Franca 70, Bauru 62                                          |  | Ginásio Pedrocãoo, Franca, São Paulo Árbitros: José Pelissari, Jonas Pereira, Jacob Barreto | SporTV |
| 6 de Maio, 2013 19:00 UTC−3 | Relatório | Placar por quarto: 23-2, 15-23, 12-24, 20-13                |                     |                                                              |  | Ginásio Pedrocãoo, Franca, São Paulo Árbitros: José Pelissari, Jonas Pereira, Jacob Barreto | SporTV |
| 6 de Maio, 2013 19:00 UTC−3 | Relatório | Pts: Léo Meindl 19 Rbts: Lucas Mariano 12 Asts: Figueroa 14 |                     | Pts: DeAndre Coleman 16 Rbts: Jeff Agba 11 Asts: Jeff Agba 3 |  | Ginásio Pedrocãoo, Franca, São Paulo Árbitros: José Pelissari, Jonas Pereira, Jacob Barreto | SporTV |

Jogo 5
| 10 de Maio, 2013 21:00 UTC−3 | Relatório | Bauru 78, Franca 71                                                  | Bauru 78, Franca 71 | Bauru 78, Franca 71                                                           |  | Ginásio Panela de Pressão, Bauru, São Paulo Árbitros: Cristiano Maranho, Marcos Benito, Guilherme Locatelli | SporTV |
| 10 de Maio, 2013 21:00 UTC−3 | Relatório | Placar por quarto: 27–14, 21–18, 19–20, 11–19                        |                     |                                                                               |  | Ginásio Panela de Pressão, Bauru, São Paulo Árbitros: Cristiano Maranho, Marcos Benito, Guilherme Locatelli | SporTV |
| 10 de Maio, 2013 21:00 UTC−3 | Relatório | Pts: Larry Taylor 27 Rbts: DeAndre Coleman 11 Asts: Henrique Pilar 7 |                     | Pts: Socas, Meindl 19 Rbts: Guilherme Teichmann 7 Asts: Figueroa, Teichmann 4 |  | Ginásio Panela de Pressão, Bauru, São Paulo Árbitros: Cristiano Maranho, Marcos Benito, Guilherme Locatelli | SporTV |
| 10 de Maio, 2013 21:00 UTC−3 | Relatório | Bauru vence as séries por 3–2                                        |                     |                                                                               |  | Ginásio Panela de Pressão, Bauru, São Paulo Árbitros: Cristiano Maranho, Marcos Benito, Guilherme Locatelli | SporTV |

Séries na temporada regular
Empatado em 1-1 nos confrontos de temporada regular:
| 1 de Dezembro, 2012 | Relatório | Bauru 67, Franca 74 | Bauru 67, Franca 74 | Bauru 67, Franca 74 |  | Ginásio Panela de Pressão, Bauru, São Paulo |  |

| 7 de Fevereiro, 2013 | Relatório | Franca 80, Bauru 82 | Franca 80, Bauru 82 | Franca 80, Bauru 82 |  | Ginásio Pedrocão, Franca, São Paulo |  |

Último encontro nos Playoffs: Esse é o primeiro encontro entre Bauru e Franca.

### Semi-Finais

#### (1) Flamengo vs. (7) São José
Jogo 1
| 14 de Maio, 2013 19:00 UTC−3 | Relatório | São José 80, Flamengo 72                                   | São José 80, Flamengo 72 | São José 80, Flamengo 72                                  |  | Ginásio Lineu de Moura, São José dos Campos, São Paulo Árbitros: Fernando Serpa, Vander Nunes Jr., Andreia Silva | SporTV |
| 14 de Maio, 2013 19:00 UTC−3 | Relatório | Placar por quarto: 17–20, 17–13, 18–22, 28–17              |                          |                                                           |  | Ginásio Lineu de Moura, São José dos Campos, São Paulo Árbitros: Fernando Serpa, Vander Nunes Jr., Andreia Silva | SporTV |
| 14 de Maio, 2013 19:00 UTC−3 | Relatório | Pts: Jefferson 27 Rbts: Jefferson 13 Asts: Fúlvio Assis 13 |                          | Pts: Marquinhos 17 Rbts: Caio Torres 8 Asts: Marquinhos 5 |  | Ginásio Lineu de Moura, São José dos Campos, São Paulo Árbitros: Fernando Serpa, Vander Nunes Jr., Andreia Silva | SporTV |

Jogo 2
| 17 de Maio, 2013 21:00 UTC−3 | Relatório | Flamengo 100, São José 84                                        | Flamengo 100, São José 84 | Flamengo 100, São José 84                                          |  | HSBC Arena, Rio de Janeiro, Rio de Janeiro Árbitros: Cristiano Maranho, Guilherme Locatelli, Diego Chiconato | SporTV |
| 17 de Maio, 2013 21:00 UTC−3 | Relatório | Placar por quarto: 27–13, 27–19, 24–20, 22–22                    |                           |                                                                    |  | HSBC Arena, Rio de Janeiro, Rio de Janeiro Árbitros: Cristiano Maranho, Guilherme Locatelli, Diego Chiconato | SporTV |
| 17 de Maio, 2013 21:00 UTC−3 | Relatório | Pts: Caio Torres 23 Rbts: Caio, Marquinhos 7 Asts: Kojo Mensah 6 |                           | Pts: Fúlvio Assis 20 Rbts: Murilo Becker 8 Asts: Dedé Stefanelli 3 |  | HSBC Arena, Rio de Janeiro, Rio de Janeiro Árbitros: Cristiano Maranho, Guilherme Locatelli, Diego Chiconato | SporTV |

Jogo 3
| 19 de Maio, 2013 20:00 UTC−3 | Relatório | Flamengo 106, São José 86                                 | Flamengo 106, São José 86 | Flamengo 106, São José 86                                         |  | HSBC Arena, Rio de Janeiro, Rio de Janeiro Árbitros: José Pelissari, Marcos Benito, Jacob Barreto | SporTV |
| 19 de Maio, 2013 20:00 UTC−3 | Relatório | Placar por quarto: 26-22, 22-20, 31-28, 27-16             |                           |                                                                   |  | HSBC Arena, Rio de Janeiro, Rio de Janeiro Árbitros: José Pelissari, Marcos Benito, Jacob Barreto | SporTV |
| 19 de Maio, 2013 20:00 UTC−3 | Relatório | Pts: Olivinha 18 Rbts: Caio Torres 10 Asts: Kojo Mensah 4 |                           | Pts: Murilo Becker 20 Rbts: Fúlvio Assis 7 Asts: três jogadores 3 |  | HSBC Arena, Rio de Janeiro, Rio de Janeiro Árbitros: José Pelissari, Marcos Benito, Jacob Barreto | SporTV |

Jogo 4
| 23 de Maio, 2013 19:00 UTC−3 | Relatório | São José 96, Flamengo 88                                       | São José 96, Flamengo 88 | São José 96, Flamengo 88                                |  | Ginásio Lineu de Moura, São José dos Campos, São Paulo Árbitros: Cristiano Maranho, Fernando Serpa, Vander Nunes Jr. | SporTV |
| 23 de Maio, 2013 19:00 UTC−3 | Relatório | Placar por quarto: 30–19, 21–21, 24–32, 21–16                  |                          |                                                         |  | Ginásio Lineu de Moura, São José dos Campos, São Paulo Árbitros: Cristiano Maranho, Fernando Serpa, Vander Nunes Jr. | SporTV |
| 23 de Maio, 2013 19:00 UTC−3 | Relatório | Pts: Jefferson 23 Rbts: Laws, Jefferson 6 Asts: Fúlvio Assis 9 |                          | Pts: Marquinhos 29 Rbts: Olivinha 7 Asts: Kojo Mensah 4 |  | Ginásio Lineu de Moura, São José dos Campos, São Paulo Árbitros: Cristiano Maranho, Fernando Serpa, Vander Nunes Jr. | SporTV |

Jogo 5
| 25 de Maio, 2013 21:45 UTC−3 | Relatório | Flamengo 88, São José 76                              | Flamengo 88, São José 76 | Flamengo 88, São José 76                                             |  | HSBC Arena, Rio de Janeiro, Rio de Janeiro Árbitros: Cristiano Maranho, José Pelissari, Marcos Benito | SporTV |
| 25 de Maio, 2013 21:45 UTC−3 | Relatório | Placar por quarto: 23–22, 16–20, 30–16, 19–18         |                          |                                                                      |  | HSBC Arena, Rio de Janeiro, Rio de Janeiro Árbitros: Cristiano Maranho, José Pelissari, Marcos Benito | SporTV |
| 25 de Maio, 2013 21:45 UTC−3 | Relatório | Pts: Duda Machado 26 Rbts: Marquinhos 11 Asts: Gegê 6 |                          | Pts: Murilo Becker 23 Rbts: Fúlvio, Jefferson 7 Asts: Fúlvio Assis 9 |  | HSBC Arena, Rio de Janeiro, Rio de Janeiro Árbitros: Cristiano Maranho, José Pelissari, Marcos Benito | SporTV |
| 25 de Maio, 2013 21:45 UTC−3 | Relatório | Flamengo vence as séries por 3–2                      |                          |                                                                      |  | HSBC Arena, Rio de Janeiro, Rio de Janeiro Árbitros: Cristiano Maranho, José Pelissari, Marcos Benito | SporTV |

Séries na temporada regular
Flamengo venceu por 2-0 nos confrontos de temporada regular:
| 14 de Janeiro, 2013 | Relatório | Flamengo 83, São José 75 | Flamengo 83, São José 75 | Flamengo 83, São José 75 |  | Ginásio Álvaro Vieira Lima, Rio de Janeiro, Rio de Janeiro |  |

| 5 de Fevereiro, 2013 | Relatório | São José 82, Flamengo 84 | São José 82, Flamengo 84 | São José 82, Flamengo 84 |  | Ginásio Lineu de Moura, São José dos Campos, São Paulo |  |

Último encontro nos Playoffs: Semi-Finais de 2011-12 (São José venceu 3-2).

#### (3) Uberlândia vs. (4) Bauru
Jogo 1
| 13 de Maio, 2013 19:00 UTC−3 | Relatório | Bauru 75, Unitri/Uberlândia 89                                          | Bauru 75, Unitri/Uberlândia 89 | Bauru 75, Unitri/Uberlândia 89                               |  | Ginásio Panela de Pressão, Bauru, São Paulo Árbitros: Cristiano Maranho, Marcos Benito, Diego Chiconato | SporTV |
| 13 de Maio, 2013 19:00 UTC−3 | Relatório | Placar por quarto: 13–19, 22–23, 23–26, 17–21                           |                                |                                                              |  | Ginásio Panela de Pressão, Bauru, São Paulo Árbitros: Cristiano Maranho, Marcos Benito, Diego Chiconato | SporTV |
| 13 de Maio, 2013 19:00 UTC−3 | Relatório | Pts: Henrique Pilar 22 Rbts: Ricardo, Andrézão 7 Asts: Henrique Pilar 5 |                                | Pts: Audrei 23 Rbts: Léo Waszkiewicz 9 Asts: Day, Valtinho 5 |  | Ginásio Panela de Pressão, Bauru, São Paulo Árbitros: Cristiano Maranho, Marcos Benito, Diego Chiconato | SporTV |

Jogo 2
| 16 de Maio, 2013 19:30 UTC−3 | Relatório | Unitri/Uberlândia 93, Bauru 65                                 | Unitri/Uberlândia 93, Bauru 65 | Unitri/Uberlândia 93, Bauru 65                                 |  | Ginásio Sabiazinho, Uberlândia, Minas Gerais Árbitros: Fernando Serpa, Vander Nunes Jr., Jonas Pereira | SporTV |
| 16 de Maio, 2013 19:30 UTC−3 | Relatório | Placar por quarto: 23–17, 22–16, 31–18, 17–14                  |                                |                                                                |  | Ginásio Sabiazinho, Uberlândia, Minas Gerais Árbitros: Fernando Serpa, Vander Nunes Jr., Jonas Pereira | SporTV |
| 16 de Maio, 2013 19:30 UTC−3 | Relatório | Pts: Lucas Cipolini 21 Rbts: Lucas Cipolini 8 Asts: Valtinho 7 |                                | Pts: Larry Taylor 16 Rbts: Jeff Agba 8 Asts: Ricardo Fischer 6 |  | Ginásio Sabiazinho, Uberlândia, Minas Gerais Árbitros: Fernando Serpa, Vander Nunes Jr., Jonas Pereira | SporTV |

Jogo 3
| 18 de Maio, 2013 21:45 UTC−3 | Relatório | Unitri/Uberlândia 80, Bauru 77                                  | Unitri/Uberlândia 80, Bauru 77 | Unitri/Uberlândia 80, Bauru 77                              |  | Ginásio Sabiazinho, Uberlândia, Minas Gerais Árbitros: José Pelissari, Guilherme Locatelli, Jacob Barreto | SporTV |
| 18 de Maio, 2013 21:45 UTC−3 | Relatório | Placar por quarto: 26–25, 15–23, 25–16, 14–13                   |                                |                                                             |  | Ginásio Sabiazinho, Uberlândia, Minas Gerais Árbitros: José Pelissari, Guilherme Locatelli, Jacob Barreto | SporTV |
| 18 de Maio, 2013 21:45 UTC−3 | Relatório | Pts: Lucas Cipolini 19 Rbts: Lucas Cipolini 7 Asts: Valtinho 14 |                                | Pts: Gui Deodato 24 Rbts: Jeff Agba 10 Asts: Larry Taylor 8 |  | Ginásio Sabiazinho, Uberlândia, Minas Gerais Árbitros: José Pelissari, Guilherme Locatelli, Jacob Barreto | SporTV |
| 18 de Maio, 2013 21:45 UTC−3 | Relatório | Uberlândia vence as séries por 3-0                              |                                |                                                             |  | Ginásio Sabiazinho, Uberlândia, Minas Gerais Árbitros: José Pelissari, Guilherme Locatelli, Jacob Barreto | SporTV |

Séries na temporada regular
Uberlândia venceu por 2-0 nos confrontos de temporada regular:
| 29 de Novembro, 2012 | Relatório | Bauru 81, Unitri/Uberlândia 82 | Bauru 81, Unitri/Uberlândia 82 | Bauru 81, Unitri/Uberlândia 82 |  | Ginásio Panela de Pressão, Bauru, São Paulo |  |

| 5 de Fevereiro, 2013 | Relatório | Unitri/Uberlândia 94, Bauru 83 | Unitri/Uberlândia 94, Bauru 83 | Unitri/Uberlândia 94, Bauru 83 |  | Ginásio Sabiazinho, Uberlândia, Minas Gerais |  |

Último encontro nos Playoffs: Esse é o primeiro confronto entre Uberlândia e Bauru.

## Final do NBB: (1) Flamengo vs. (3) Uberlândia
| 1 de Junho, 2013 10:00 UTC−3 | Relatório | Flamengo 77, Unitri/Uberlândia 70                              | Flamengo 77, Unitri/Uberlândia 70 | Flamengo 77, Unitri/Uberlândia 70                               |  | HSBC Arena, Rio de Janeiro, Rio de Janeiro Árbitros: Cristiano Maranho, Marcos Benito, Fernando Serpa | TV Globo |
| 1 de Junho, 2013 10:00 UTC−3 | Relatório | Placar por quarto: 21-15, 12-19, 25-15, 19-21                  |                                   |                                                                 |  | HSBC Arena, Rio de Janeiro, Rio de Janeiro Árbitros: Cristiano Maranho, Marcos Benito, Fernando Serpa | TV Globo |
| 1 de Junho, 2013 10:00 UTC−3 | Relatório | Pts: Caio Torres 23 Rbts: Olivinha 12 Asts: Marquinhos, Duda 3 |                                   | Pts: Luis Gruber 20 Rbts: Lucas Cipolini 9 Asts: Robby Collum 6 |  | HSBC Arena, Rio de Janeiro, Rio de Janeiro Árbitros: Cristiano Maranho, Marcos Benito, Fernando Serpa | TV Globo |
| 1 de Junho, 2013 10:00 UTC−3 | Relatório | Flamengo vence a Final do NBB                                  |                                   |                                                                 |  | HSBC Arena, Rio de Janeiro, Rio de Janeiro Árbitros: Cristiano Maranho, Marcos Benito, Fernando Serpa | TV Globo |

## Lideres nas estatísticas
| Categoria      | Maior                              | Maior                            | Maior       | Média               | Média           | Média | Média |
| Categoria      | Jogador                            | Time                             | Total       | Jogador             | Time            | Avg.  | Jogos |
| -------------- | ---------------------------------- | -------------------------------- | ----------- | ------------------- | --------------- | ----- | ----- |
| Pontos         | Robert Day Nezinho                 | Unitri/Uberlândia Lobos Brasília | 39 (2OT) 36 | Nezinho             | Lobos Brasília  | 20.4  | 5     |
| Rebotes        | Murilo Becker                      | São José                         | 17          | Jeff Agba           | Bauru           | 9.3   | 6     |
| Assistências   | Juan Pablo Figueroa Valtinho Silva | Franca Unitri/Uberlândia         | 14          | Fúlvio Assis        | São José        | 6.7   | 14    |
| Roubos de bola | Betinho                            | Minas                            | 8           | Kenny Dawkins       | Liga Sorocabana | 3.0   | 3     |
| Tocos          | 7 Jogadores                        | -                                | 3           | Guilherme Teichmann | Franca          | 1.6   | 5     |